# Gaber pri Črmošnjicah
Gaber pri Črmošnjicah je naselje v Občini Semič.